# Robert M. Miura
Robert M. Miura (12 septembre 1938 - 25 novembre 2018) est un mathématicien américain, professeur émérite de sciences mathématiques et de génie biomédical au New Jersey Institute of Technology (NJIT) à Newark, New Jersey. Il est auparavant professeur au Département de mathématiques de l'Université de la Colombie-Britannique à Vancouver.

## Biographie
Miura obtient ses diplômes BS (1960) et MS (1962) de l'Université de Californie à Berkeley. Il obtient sa maîtrise (1964) et son doctorat (1966) à l'Université de Princeton. Après son doctorat, Miura est boursier postdoctoral au Courant Institute de NYU.
Les recherches de Miura portent sur de nombreux sujets en sciences mathématiques. Ses premières contributions portent sur le thème des lois de conservation pour les équations d'onde non linéaires. Miura découvre une transformation de diffusion inverse connue sous le nom de transformation de Miura pour résoudre analytiquement l'équation modifiée de Korteweg–de Vries. Ce travail permet d'établir la théorie des solitons.
Les recherches de Miura se concentrent sur le développement de modèles mathématiques en neurosciences pour la dynamique cellulaire. Il travaille avec des biologistes pour les aider à comprendre comment et pourquoi un type d'activité cérébrale déprimée induite chez les animaux se propage comme une onde lente et pathologique. Robert, avec son collaborateur Henry Tuckwell, formule l'un des premiers modèles de propagation de la dépression en utilisant l'approche du continuum. Ces dernières années, il élargit ses travaux afin de comprendre non seulement les ions, mais aussi l'homéostasie énergétique dans le cerveau.
Miura passe 26 ans à l'Université de la Colombie-Britannique à Vancouver, en tant que professeur de mathématiques. Il rejoint NJIT en 2001. Il est marié à Kathryn Bannai et est père de quatre enfants.

## Prix et distinctions
Il est membre de la Société royale du Canada (1995), de l'Association américaine pour l'avancement des sciences (2005), de la Society for Industrial and Applied Mathematics (2009), de l'American Mathematical Society (2012). 
Il reçoit le Prix Steele pour contribution séminale à la recherche, par l'American Mathematical Society (2006), conjointement avec Clifford Gardner, Martin Kruskal et John M. Greene.